# ATP Challenger Rome
Das ATP Challenger Rome (offizieller Name: Georgia’s Rome Challenger) war ein zwischen 2022 und 2023 stattfindendes Tennisturnier in Rome, Georgia, Vereinigte Staaten. Es war Teil der ATP Challenger Tour und wurde in der Halle auf Hartplatz ausgetragen.

## Liste der Sieger

### Einzel
| Jahr | Sieger          | Finalgegner    | Ergebnis |
| ---- | --------------- | -------------- | -------- |
| 2023 | Jordan Thompson | Alex Michelsen | 6:4, 6:2 |
| 2022 | Wu Yibing       | Ben Shelton    | 7:5, 6:3 |

### Doppel
| Jahr | Sieger                      | Finalgegner                  | Ergebnis |
| ---- | --------------------------- | ---------------------------- | -------- |
| 2023 | Luke Johnson Sem Verbeek    | Gabriel Décamps Alex Rybakov | 6:2, 6:2 |
| 2022 | Enzo Couacaud Andrew Harris | Ruben Gonzales Reese Stalder | 6:4, 6:2 |